# Демографија Новог Зеланда
Нови Зеланд има око 4,4 милиона житеља. Нови Зеланд је већим делом урбана земља, са 72 процента становништва у једној од 16 градских зона, и 53 процента у једном од четири највећа града Окланду, Крајстчерчу, Велингтону и Хамилтону. Градови Новог Зеланда су често високо рангирани у истраживањима о квалитету живота. Окланд се, по истраживању консултантске куће Мерсер за 2010. годину, налази на четвртом месту по квалитету живота и стандарту а Велингтон на дванаестом месту.
Очекивана животна доб на Новом Зеланду 2008. је била 82,4 године за жене и 78,4 за мушкарце. Очекивана животна доб при рођењу ће по предвиђању бити повећана на 85 година до 2050. године а морталитет новорођенчади ће опасти. Очекује се да 2050. године Нови Зеланд достигне 5,3 милиона становника а да просечна старост буде повећана са 36 на 43 године, и да проценат старијих од 60 година буде повећан са 18 на 29 процената.

### Етничка припадност и имиграција
| Етнички сасатав Новог Зеланда (1991—2006) | Етнички сасатав Новог Зеланда (1991—2006) | Етнички сасатав Новог Зеланда (1991—2006) | Етнички сасатав Новог Зеланда (1991—2006) |                   |
| Година                                    | 1991.                                     | 1996.                                     | 2001.                                     | 2006.             |
| ----------------------------------------- | ----------------------------------------- | ----------------------------------------- | ----------------------------------------- | ----------------- |
| Европљани                                 | 2 783 028 (83,2%)                         | 2 879 085 (83,1%)                         | 2 871 432 (80,1%)                         | 2 997 051 (77,6%) |
| Маори                                     | 434 847 (13,0%)                           | 523 374 (15,1%)                           | 526 281 (14,7%)                           | 565 329 (14,6%)   |
| Тихоокеански народи                       | 167 070 (5,0%)                            | 202 233 (5,8%)                            | 231 798 (6,5%)                            | 265 974 (6,9%)    |
| Азијати                                   | 99 759 (3,0%)                             | 173 502 (5,0%)                            | 238 176 (6,6%)                            | 354 549 (9,2%)    |
| други                                     | 6 597 (0,2%)                              | 15 804 (0,5%)                             | 24 885 (0,7%)                             | 36 237 (0,9%)     |
| укупно                                    | 3 345 741                                 | 3 466 515                                 | 3 586 641                                 | 3 860 163         |

На попису 2006. године, 67,6% становништва се изјаснило као Европљани а 14,6% као Маори. Друге важније етничке групе су Азијати (9,2%) и Пацифички народи (6,9%) док се 11,1% изјаснило као Новозеланђани а 1% је припадало некој другој етничкој групи. Резултати су доста различити у односу на ранији период, на попису 1961. 92% се изјаснило као Европљани а 7% као Маори, док су азијске и пацифичке мањине чиниле преосталих 1%. Иако је званичан термин за становника Новог Зеланда „Новозеланђанин“ (енгл. New Zealander) неформално се користи израз „Киви“, како међународно, тако и од стране локалаца. Маорска реч Pākehā означава Новозеланђане европског порекла, мада ова реч није прихваћена од стране свих, а неки Маори је користе за све неполинежане на Новом Зеланду.

Етнички састав
На попису 2006. године, 67,6% становништва се изјаснило као Европљани а 14,6% као Маори. Друге важније етничке групе су Азијати (9,2%) и Пацифички народи (6,9%) док се 11,1% изјаснило као Новозеланђани а 1% је припадало некој другој етничкој групи.

Маори су били први људи на Новом Зеланду, а за њима су уследили први европски досељеници. Након периода колонизације имигранти су били углавном из Британије, Ирске и Аустралије, због рестриктивне политике сличне политици Беле Аустралије. Осим њих постојао је значајан број имиграната Холанђана, Далматинаца (које су локални Маори називали Тарара због брзог говора), Италијана и Немаца као и других европских имиграната који су долазили из других колонија у Аустралији, Северној и Јужној Америци и Јужној Африци. Након Велике депресије промењена је имиграциона политика што је довело до промене етничког састава. У периоду 2009. – 2010. одређено је да се изда 45–50.000 трајних боравишних дозвола, што је нешто више од једног новог имигранта на сваких 100 становника. Укупно је 23% становника Новог Зеланда рођена у другој држави и већина њих живи у региону Окланда. Већина је дошла из Уједињеног Краљевства и Ирске (29%) убрзано се повећава број имиграната из Источне Азије, понајвише из Кине али и из Кореје, Тајвана, Јапана и Хонгконга. Број страних студената је тако повећан након 1990-их и у 2002. години 20.000 њих је студирало на високошколским установама Новог Зеланда.

### Језик
Енглески је доминантан језик, и њиме се служи 98% становништва. Новозеландска варијанта енглеског је најсличнија аустралијској варијанти енглеског језика и странцима је тешко да разликују ова два акцента. Најпрепознатљивија одлика новозеландског енглеског је промена кратких предњих вокала - тврдо „и“ које звучи као глас шва (као нпр. „а“ у речи about), кратко „е“ које звучи као кратко „и“ и кратко „а“ које звучи као стандардно кратко „е“. Стога странцима речи „bad“, „dead“, „fish“ и „chips“ звуче као „bed“, „did“, „fush“ и „chups“.
Након Другог светског рата Маори су обесхрабривани да користе свој језик у школама и на радним местима и он је као језик заједнице опстајао само у забаченим крајевима. У скорије време наступио је процес ревитализације, маорски је проглашен за званични језик 1987. и говори га 4,1% становника. Данас постоје школе на маорском као и два канала Маорске телевизије. Многа места имају двоструке називе, на маорском и енглеском. После енглеског и маорског најраспрострањенији је самоански који са по више од 40.000 људи прате француски, хинди, јуе и северни кинески. Новозеландски знаковни језик користи око 28.000 људи и постао је званичан језик 2006. године.

### Образовање и вероисповест
Основно и средње образовање је обавезно за децу до 6 до 16 година, док већина у школу креће са 5 година. Постоји 13 разреда а јавне школе су бесплатне. Нови Зеланд има стопу писмености одраслих од 99 процената, док половина становништва од 15 до 29 година има неки вид вишег образовања. Постоји пет типова високошколских установа, универзитети, колеџи, политехничке школе, специјалистички колеџи и „вананге“ (маорски универзитети) као и приватне високошколске образовне установе. Факултетску диплому има 14,2 процената становништва, 30,4 процената има неку врсту вишег образовања а 22,4 процента нема никакво звање.
Хришћанство је главна религија на Новом Зеланду. према попису 2006. 55,6 процената становништва се изјаснило као Хришћани, 34,7 процената се изјаснило да нема вероисповест а око 4 процента се изјаснило према некој другој религији. Главни хришћанске деноминације су англиканизам, католицизам, презбитеријанизам и методизам. Такође постоји значајан број пентекосталаца, баптиста и припадника Цркве Исуса Христа светаца последњих дана као и мароске цркве „Ратана“. Мањинске вероисповести по попису су хиндуизам, будизам и ислам.